# Francisco Manuel dos Santos Pacheco
Francisco Manuel dos Santos Pacheco (São Miguel dos Campos, Alagoas 1850 - Alagoas, 2 de janeiro de 1926) foi um militar, político brasileiro, Coronel, senador em Alagoas e o 12.º governador Republicano de Alagoas. Ele pertencia a família Santos Pacheco.
Era proprietário do engenho Brejo em Coruripe, Alagoas.
Foi presidente de Alagoas, de 17 de junho de 1899 a 12 de junho de 1900 e senador estadual nos períodos de 1897-1898, 1901-1906 e 1913-1916. Também foi Vice-governador de Manuel José Duarte de 12 de junho de 1897 a 12 de junho de 1899
Foi eleito Vice-governador em 1897 com a grande maioria de votos, 13.394 em comparação com os 371 de Tibureio Araujo. Também foi Vice-governador de Euclides Viera Malta de 1900 a 1903 e de Joaquim Paulo Viera Malta de 1903 a 1906.
Em julho de 1899 foi realizado o Velo-Sport, corrida de bicicletas em homenagem ao governador Francisco dos Santos Pacheco. A corrida tinha como juiz de pista Jacintho Nunes Leite Filho.
A notícia de que a peste tinha chegado ao porto de Santos acendeu o farol de alerta em Alagoas, forçando o estado e  o município a aumentar a limpeza da cidade. Para organizar as medidas sanitárias, o governador Francisco Manuel dos Santos Pacheco, reuniu o Conselho Geral de  Higiene,  requisitando que uma turma de sentenciados ficasse responsável pela limpeza geral da cidade, e recomendando cuidados com as moradias precárias dos mais pobres.
Em 19 de abril de 1900 o vice-governador Coronel Francisco Manuel reorganizou o Lyceu de Artes e Ofícios utilizando o Decreto nº 177 de 9 de fevereiro de 1900.
Autorizou ainda a compra de um prédio, por 8:500$000 de Réis para agilizar o retorno das atividades, nomeou uma comissão para elaborar o regimento interno.
Era irmão de João Pacheco de Lima e era casado com Thereza Francisca da Silva Pacheco, que foi a sua primeira-dama, falecida em 1908.
Francisco Manoel foi membro da comissão executiva do Partido Democrata e Vice-presidente do seando de Maceió. Francisco empossou em 1915 o Dr. João Baptista Accioly Júnior e o coronel Francisco da Rocha Cavalcante, para os cargos de Governador e Vice-governador respectivamente.
No dia 27 de dezembro de 1925 o coronel Francisco Manuel esteve muito doente. ele faleceu em Maceió em 2 de janeiro de 1926.
No dia 30 de janeiro de 1926, foram organizadas diversas missas pelo Partido Democrata na catedral de Maceió em sua memoria. Varias pessoas compareceram a missa de trigésimo dia de Francisco.
No dia 30 de janeiro durante a convenção do Partido Democrata, o senador Fernandes Lima fez um discurso onde citava as virtudes do Coronel Santos Pacheco, após isso ele indicou o governador Costa Rego para que ocupasse a vaga deixada pelo coronel.
Em 27 de abril de 1926, foi realizado um voto de pesar em memoria do coronel na câmara de Maceió.

## Homenagens
A rua Santos Pacheco (Antiga Avenida Santos Pacheco) e Santos Pacheco - centro em Maceió foi denominada pela Lei nº 63 de 5 de fevereiro de 1902.
A avenida Santos Pacheco em Junqueiro e a rua Santos Pacheco também em Junqueiro.